# Robert Hübner
Pour les articles homonymes, voir Hübner et Robert Huebner.
Robert Hübner, né le 6 novembre 1948 à Cologne (Allemagne) où il meurt le 5 janvier 2025, est un joueur d'échecs, papyrologue et écrivain allemand.
Le titre de maître international lui est attribué en 1969 et celui de grand maître international en 1970. Il est considéré comme le meilleur joueur allemand depuis Emanuel Lasker.

## Biographie
Robert Hübner est sans conteste le plus énigmatique des joueurs de haut niveau des années 1970 et 1980. Son parcours est atypique car il ne considérait pas les échecs comme une profession ou une occupation à plein temps. Son intérêt principal était orienté vers la philologie, l'étude des langues finno-ougriennes et particulièrement du finnois. Il parle plusieurs langues et officie occasionnellement en qualité de traducteur.
La papyrologie fait aussi partie de ses domaines d'activité et il en obtint un doctorat de l'Université de Cologne en 1976.
Il publia aussi des ouvrages sur l'œuvre des écrivains Kafka et Salinger.
Il est réputé pour sa discrétion vis-à-vis des médias.
Robert Hübner meurt le 5 janvier 2025 à Cologne à l’âge de 76 ans.

## Carrière aux échecs

### Débuts
Son père lui enseigna les règles du jeu quand il avait cinq ans. En 1957, il l'inscrivit au club Eisenbahnschachverein Turm Köln avec lequel il participa en 1961 au championnat d'Allemagne par équipes. Puis le jeune Hübner devint champion d'Allemagne junior en 1963 et 1964.

### Champion d'Allemagne
Il n'éprouvait pas une grande motivation pour l'obtention du titre de champion d'Allemagne. Il le remporta cependant à deux reprises : en 1967, champion d'Allemagne à seize ans, ex æquo avec Hans Besser et en 1999 quand il occupa seul la première place.

### Champion d'Europe junior
En 1964, Hübner participa à son premier tournoi international à Groningue (championnat d'Europe d'échecs junior) et y remporta la première place, ex aequo avec Hans Ree.
Au championnat du monde junior de 1965 à Barcelone il occupa la cinquième place et à celui de Jérusalem en 1967 la quatrième.

### Tournois zonaux, interzonaux et matchs des candidats

#### 1971: quart de finale des candidats contre Petrossian
Sa 2e-3e place du tournoi zonal d'Athènes en 1969 lui ouvrit les portes du cycle des candidats au titre de champion du monde.
Sa première participation à un tournoi interzonal l'amena à Palma de Majorque en 1970. Sa 2e-4e place (+10 -3 =10) lui permit d'accéder aux matchs des candidats et d'obtenir le titre de grand maître international. Il était alors le plus jeune Allemand à porter ce titre.
Après sa qualification à Palma de Majorque, il rencontra en quart de finale Tigran Petrossian à Séville en 1971. La salle où se jouait le match donnait sur une avenue où avaient lieu des travaux d'aménagement. Hübner avait protesté à plusieurs reprises contre le bruit qui gênait sa concentration. Petrossian n'éprouvait pas ce genre de tracas, puisqu'il souffrait de surdité et qu'il lui suffisait de débrancher son appareil auditif. À la suite d'une série de six nulles, le Soviétique remporta la 7e partie et Hübner abandonna immédiatement le match (-1 =6).

#### 1973 et 1976: cinquième des tournois interzonaux
Le tournoi interzonal de Leningrad en 1973 ne lui ouvrit pas les portes des matchs des candidats. Il y termina à la 5e-6e place (+6 -3 =8).
En 1976 à Bienne, il termina ½ point derrière les joueurs qui allaient disputer un match de barrage pour la qualification aux matchs des candidats. Il occupa à la 5e-7e place (+6 -2 =11).

#### 1979-1980: finaliste des candidats
À Rio de Janeiro en 1979, il partagea la 1e-3e place (+7 -1 =9) et se qualifia pour la suite de la course au titre.
En 1980, il domina András Adorján en quart de finale (+2 -1 =7), puis Lajos Portisch en demi-finale (+2 =9).
En finale, il rencontra Viktor Kortchnoï à Merano. Après six parties, Hübner menait d'un point (+2 -1 =3), mais, au cours de la 7e partie, dans une finale équilibrée, il ne vit pas la possibilité d'une fourchette du cavalier adverse, perdit une tour et dut abandonner. Choqué par cette défaite, il perdit aussi la 8e. Il abandonna le match après l'ajournement des 9e et 10e parties qui demeurèrent inachevées, laissant ainsi Kortchnoï aller défier Anatoli Karpov.

#### 1983: quart de finale des candidats contre Smyslov
Il n'eut pas besoin de disputer un des trois tournois interzonaux de 1982 car son statut de finaliste des matchs des candidats du cycle précédent le qualifiait automatiquement pour les matchs du cycle 1981 - 1984.
En 1983, Hübner rencontra Vassili Smyslov en quart de finale. Les dix parties du match s'achevèrent par une égalité (+1 -1 =8 pour chaque joueur). Après deux prolongations (=2 et =2), le départage s'opéra par tirage au sort avec une roulette de casino. Le hasard ne fut pas favorable à Hübner et il dut quitter la compétition.

#### 1985 à 1993
Hübner ne fut pas qualifié pour les tournois interzonaux de 1985. En 1987, il était invité pour le tournoi interzonal de Subotica, mais il refusa d'y participer.
Il parvint à nouveau à se qualifier pour le tournoi des candidats en 1990 lors du tournoi interzonal de Manille organisé en système suisse où il marqua 8 sur 12 (il finit à la 5e-11e place ex æquo). En 1991, il fut éliminé par Jan Timman dès le premier tour (huitième de finale) des matchs des candidats (-2 =5).
Il occupa la 31e place du tournoi interzonal FIDE de Bienne en 1993 en marquant 7 sur 13 et ne put se qualifier.

### Succès dans les tournois internationaux
Robert Hübner participa à de très grands tournois internationaux : 
- covainqueur à Munich en 1979, championnat international de RFA : 1er-4e, ex æquo avec Spassky, Andersson et Balachov ;
- covainqueur à Bienne : 1er-2e en 1984, ex æquo avec Vlastimil Hort ;
- covainqueur à Linares : 1er-2e en 1985, ex æquo avec Ljubomir Ljubojević ;
- covainqueur à Tilbourg : 1er ex æquo en 1985, 2e ex æquo en 1984 et 1987, 3e ex æquo en 1977 et 1978 ;
- deuxième à Bugojno : 2e ex æquo en 1982 (victoire de Kasparov) ;
- troisième à Bruxelles OHRA 1986 : 3e-4e derrière Kasparov et Kortchnoï ;
- covainqueur du mémorial Capablanca à La Havane en 1998, ex æquo  avec Iván Morovic et Yaacov Zilberman.

Lors de la coupe du monde GMA en 1988-1989, il finit neuvième du classement général, ex æquo avec Jan Timman (il fut cinquième à Belfort 1988 et à Barcelone 1989).

### Compétitions par équipes

#### Olympiades
Il participa à six éditions de cette épreuve pour la RFA,.
- 1968 : Lugano, 1er remplaçant (+5 -1 =6)

De 1972 à 1990, il jouait au premier échiquier.
- 1972 : Skopje : 15 / 18 (+12 =6, 83,3 %) - médaille d'or et performance Elo de 2 741. Ce fut au cours du match contre l'URSS qu'il infligea à Tigran Petrossian la seule défaite qu'il ait subie en dix olympiades.
- 1978 : Buenos Aires : +4 -1 =8, l'Allemagne finit quatrième.
- 1982 : Lucerne : +5 -2 =5
- 1984 : Thessalonique : +4 -1 =4
- 1990 : Novi Sad : 7 / 10 (+4 =6, 70 %) - médaille d'or pour la meilleure performance Elo de l'olympiade (2 734)

À partir de 1992, il joua à cinq reprises pour l'Allemagne réunifiée qui finit deuxième en 2000.
- 1992 : Manille : 1er échiquier (+1 -2 =5)
- 1994 : Moscou : 2e échiquier (+3 =8)
- 1996 : Erevan : 2e échiquier (+3 =7)
- 1998 : Elista : 4e échiquier (+4 -1 =3)
- 2000 : Istanbul : 2e échiquier (+3 -1 =7), médaille d'argent par équipe.

#### Championnats d'Europe par équipe
Dans cette épreuve, il joua deux fois pour la RFA :
- 1965 - Hambourg : 8e échiquier (+4 -3 =1)
- 1989 - Haïfa : 1er échiquier (+2 -1 =6), médaille de bronze par équipe

Il y prit aussi part à trois reprises au deuxième échiquier de l'Allemagne réunifiée :
- 1997 - Pula : +3 -2 =2
- 1999 - Batoumi : -1 =5, médaille de bronze par équipe
- 2001 - León : +3 =6, médaille de bronze par équipe

#### Championnat du monde par équipes des étudiants
Hübner participa pour la RFA lors de quatre éditions de cette compétition. Elle remporta la médaille d'argent en 1968 et celle de bronze en 1972.
- 1968 - Ybbs an der Donau : 2e échiquier (+6 =4) - Médaille d'or

Pour les trois autres éditions, il joua au premier échiquier.
- 1969 - Dresde : +6 -3 =3
- 1972 - Graz : +8 -2 =3
- 1974 - Teesside : +4 -1

#### Match URSS contre le Reste du monde
Lors de la confrontation de Londres en 1984, il fut opposé à Iouri Razouvaïev au 8e échiquier. Leur match individuel se solda par une égalité (=4).

### Divers
Hübner fut le secondant de Nigel Short durant son match pour le titre de champion du monde PCA contre Garry Kasparov en 1993.
Au début des années 1990, il exprima l'idée que les joueurs d'échecs possédaient des droits d'auteur sur les parties qu'ils jouaient et que, de ce fait, elles ne pouvaient être publiées sans leur autorisation. En 1994, la section juridique de la Fédération allemande dirigée par Wolfgang Unzicker estima que ce droit ne pouvait être reconnu, car les deux protagonistes d'une partie n'avaient pas de but commun et a priori, mais divergent et a posteriori. Cette décision fut confirmée en 1995 par le Bundestag. Ce droit est cependant controversé et n'est pas non plus reconnu par la Fédération internationale des échecs.
Auteur de livres d'échecs, il a notamment donné son nom à une variante de la défense nimzo-indienne. Il a aussi évolué dans le club d'Évry Grand Roque en France.
En juillet 2005, il pointait à la 65e place mondiale avec un classement Elo de 2 636. Il joua à l'OSC Baden-Baden entre 2001 et 2007. Il joue depuis des compétitions par club en Allemagne, Suisse, Finlande et au Luxembourg .
C'est son remarquable sens stratégique qui a valu à Hubner d'être parfois appelé le Capablanca allemand.

### Exemples de parties
Robert Hübner - Tigran Petrosian, Skopje, 1972
1. e4 c5 2. Cf3 e6 3. d4 cxd4 4. Cxd4 a6 5. Fd3 Dc7 6. 0-0 Cf6 7. Rh1 Cc6 8. Cxc6 bxc6 9. f4 d5 10. Cd2 Fe7 11. b3 c5 12. Fb2 Fb7 13. De2 0-0!? 14. e5 Ce8 15. c4 d4 16. Ce4 Tb8 17. b4 cxb4 18. Fxd4 Td8 19. Fg1 Dc6 20. Tae1 f5 21. exf6 Cxf6 22. Fb1 Cxe4 23. Fxe4 Dxe4 24. Dxe4 Fxe4 25. Txe4 a5 26. Txe6 Ff6 27. Fc5 Tf7 28. Fd6 Tb7 29. c5 Tc8 30. g4 Rf7 31. Te4 Fe7 32. Tfe1 Fxd6 33. cxd6 Td8 34. Td4 g6 35. Rg2 Td7 36. Te5 Txd6 37. Txd6 1 - 0.
Robert Hübner - Viktor Kortchnoï, Johannesburg, 1981
1.e4 e6 2.d4 d5 3.Cd2 c5 4.exd5 exd5 5.Fb5+ Cc6 6.Cgf3 Fd6 7.dxc5 Fxc5 8.Cb3 Fd6 9.0-0 Cge7 10.Te1 0-0 11.Fg5 Dc7 12.c3 h6 13.Fxe7 Cxe7 14.Cbd4 a6 15.Fd3 Fd7 16.h3 Tfe8 17.Db3 Fc5 18.Te2 Db6 19.Ce5 Tad8 20.Cxd7 Txd7 21.Dxb6 Fxb6 22.Cf5 Rf8 23.Tae1 d4 24.Fc2 Tc7 25.Cxd4 Fxd4 26.cxd4 Td8 27.Td1 Tcd7 28.Ted2 Cc6 29.d5 Ce5 30.Fb3 Re7 31.Fa4 b5 32.Fb3 g5 33.Tc2 h5 34.Td4 g4 35.Te2 Rf6 36.Rh2 Te7 37.Tde4 Rf5 38.Rg3 f6 39.hxg4+ hxg4 40.Txg4 Cxg4 41.Txe7 Ch6 42.Fc2+ Rg5 43.Tg7+ Rh5 44.Fg6+ Rg5 45.f4 mat 1 - 0

## Pratique des échecs chinois
Hübner a également pratiqué le xiangqi, participant à plusieurs tournois européens en Hollande et en Allemagne. Il participa en particulier au championnat d'Europe en 1987 ; championnat dont il termina cinquième et premier européen, remportant ainsi le titre de champion d'Europe.